# Salix driophila
Salix driophila — вид квіткових рослин із родини вербових (Salicaceae).

## Морфологічна характеристика
Це кущ. Гілочки пурпурно-коричневі чи жовтувато-коричневі; молоді гілочки пурпурно-зелені, запушені. Листкова пластинка еліптична, довгаста або округла, абаксіально (низ) зеленувата, шовковисто-повстяна чи запушена, адаксіально зелена, злегка запушена чи майже гола, край цільний, верхівка тупа чи гостра. Чоловіча сережка прямовисні, (2.5)4–4.5 см завдовжки. Жіноча сережка до 5.5 см. Коробочки яйцеподібні, ≈ 3 мм, волосисті, сидячі.

## Середовище проживання
Ендемік Китаю: Сичуань, Тибетський автономний район, Юньнань. Населяє відкриті ліси на схилах гір; на висотах 2100–3100 метрів.